# Таґаметса
Та́ґаметса (ест. Tagametsa küla) — село в Естонії, у волості Сауе повіту Гар'юмаа.

## Населення
Чисельність населення на 31 грудня 2011 року становила 102 особи.